# Pfarrhaus (Moosach)

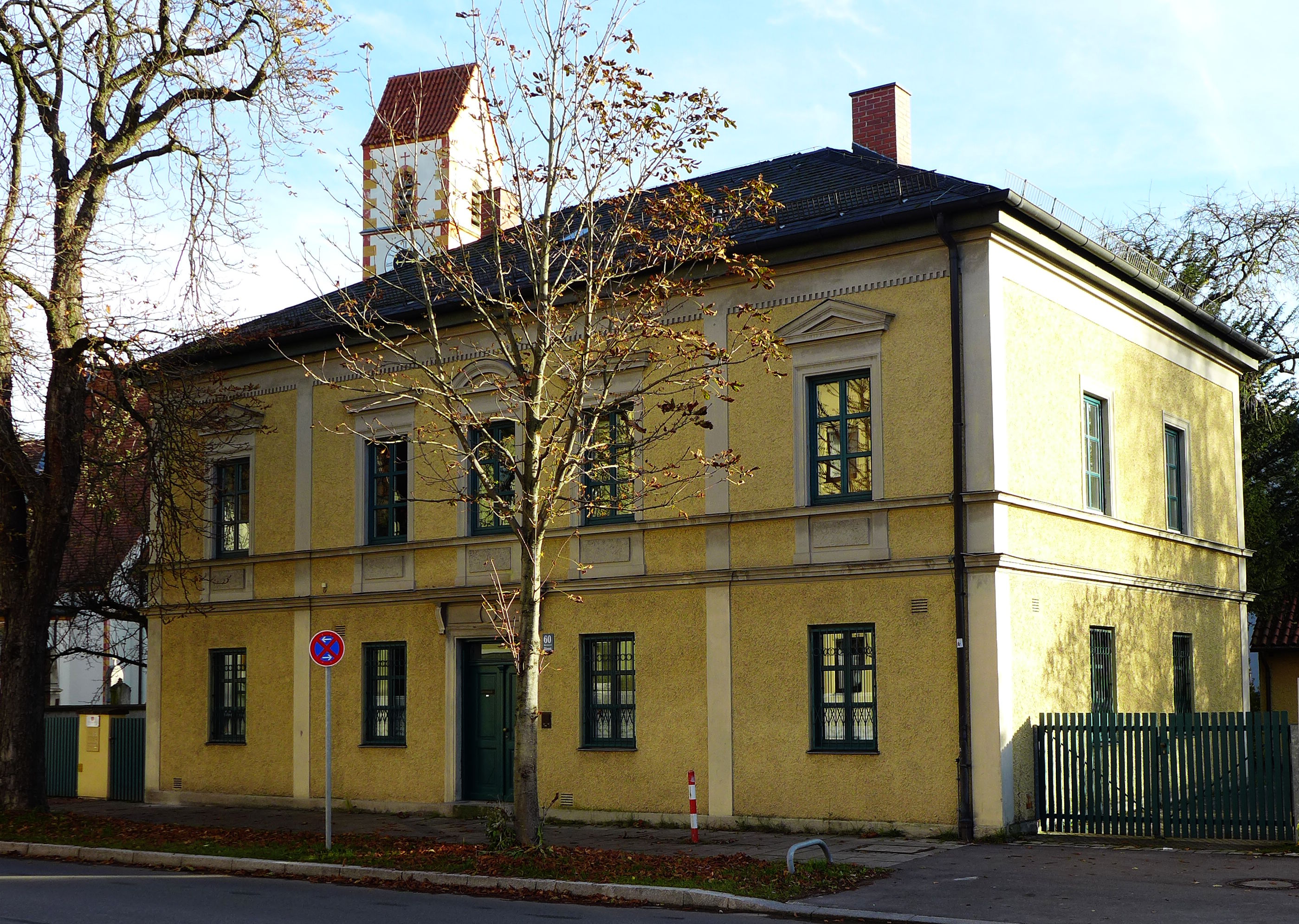
Pelkovenstraße 60

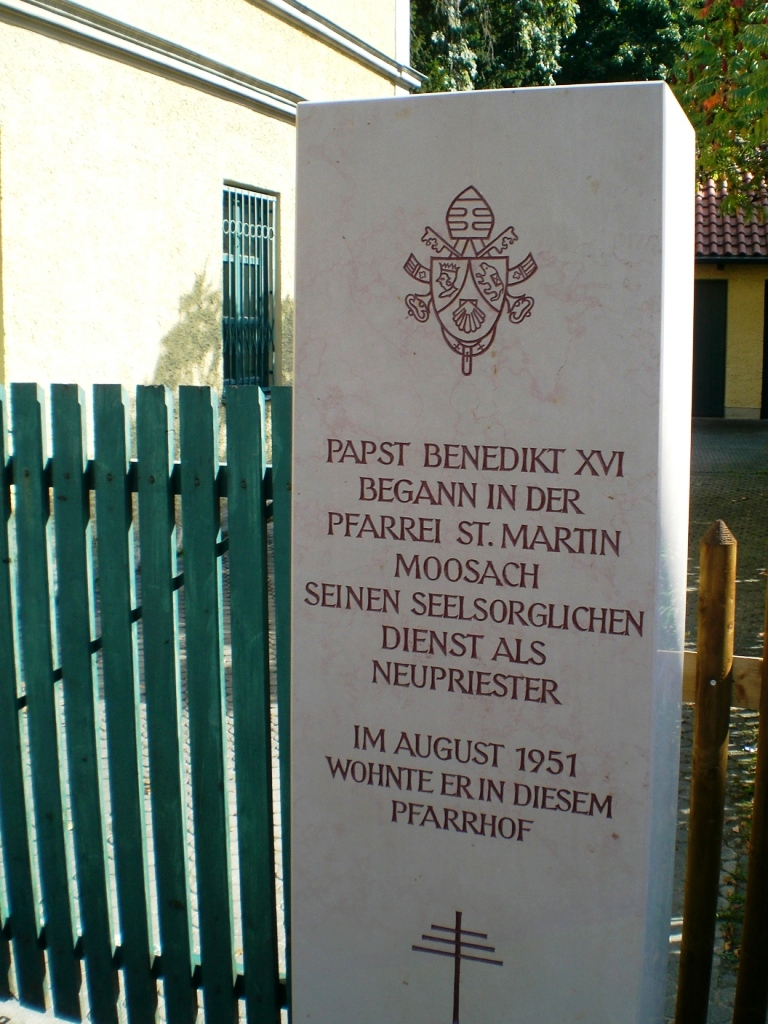
Stele zu Ehren Papst Benedikt XVI.

Das ehemalige Pfarrhaus Moosach befindet sich in der Pelkovenstraße 60, im Westen des Moosacher St.-Martins-Platzes in München-Moosach. Es ist ein denkmalgeschütztes Gebäude. Vor ihm befindet sich eine Stele zu Ehren von Papst Benedikt XVI.

## Geschichte
Das ehemalige Moosacher Pfarrhaus bei der alten St.-Martins-Kirche, Münchens ältester Kirche, die erstmals 815 erwähnt wurde, war ursprünglich ein Gemeinde- und Armenhaus. Es wurde 1879/80 in spätklassizistischem Stil errichtet.
1905 wurde das damalige Dorf Moosach eine Expositur und mit Wirkung vom 11. April 1909 selbständige Pfarrei, nachdem es jahrhundertelang eine Filiale der Pfarrei St. Peter und Paul in Feldmoching gewesen war. Gleichzeitig übereignete die Gemeinde Moosach das bisherige Gemeinde- und Armenhaus an die Kirchenstiftung der neu eingerichteten Pfarrei St. Martin Moosach. Es diente nunmehr als Pfarrhaus.
In diesem Pfarrhaus wohnte Joseph Ratzinger, der spätere Papst Benedikt XVI. im August 1951, während er als Aushilfspriester in der Pfarrei St. Martin München-Moosach tätig war. Ihm zu Ehren wurde 2006 vor dem Gebäude eine Stele errichtet und von Pfarrer Cambensy eingeweiht.